# M-127
La M-127 es una carretera de la Red Local de la Comunidad de Madrid. Con una longitud de 33,13 km, une La Cabrera con la M-137, en Prádena del Rincón.

## Trayecto
Esta vía une entre sí los municipios de La Cabrera, El Berrueco, Robledillo de la Jara, Berzosa del Lozoya y Prádena del Rincón.

## Tráfico
Las cifras de intensidad media diaria (vehículos diarios) que se han registrado en 2023 se detallan en la tabla adjunta:
| KM     | Intensidad media diaria | % Vehículos pesados | Ubicación del P.K. de medición                          |
| ------ | ----------------------- | ------------------- | ------------------------------------------------------- |
| 1,820  | 1.618                   | 7,73                | Entre las intersecciones con A-1 y El Berrueco          |
| 6,510  | 982                     | 10,79               | Entre El Berrueco y la intersección con la M-126        |
| 27,020 | 318                     | 9,12                | Entre la intersección con la M-126 y Prádena del Rincón |